# Фостер, Микаэла
Микаэла Ли Фостер (англ. Michaela Leigh Foster; род. 9 января 1999, Гамильтон) — новозеландская футболистка, защитница «Дарем» и национальной сборной Новой Зеландии.

## Личная жизнь
Отец Микаэлы — Ян Фостер — бывший профессиональный регбист и тренер сборной Новой Зеландии по регби.

## Карьера в сборной
В 2016 году приняла участие в чемпионате мира среди девушек до 17 лет, где была одним из лидеров и капитаном новозеландской команды. Два года спустя сыграла за Новую Зеландию на чемпионате мира среди девушек до 20 лет.
4 июля 2024 года была включена в список запасных новозеландской команды для участия в футбольном турнире Олимпийских игр в Париже. 24 июля, за день до первого матча на Олимпиаде, Фостер заменила в основной заявке сборной получившую травму лидера и капитана команды Али Райли.